# Leichtathletik-Weltmeisterschaften 1983/Teilnehmer (DDR)
| Goldmedaillen | Silbermedaillen | Bronzemedaillen |
| ------------- | --------------- | --------------- |
| 10            | 7               | 5               |

Der Leichtathletik-Verband der Deutschen Demokratischen Republik (DDR) stellte mindestens 36 Teilnehmerinnen und 30 Teilnehmer bei den Leichtathletik-Weltmeisterschaften 1983 in der finnischen Hauptstadt Helsinki.

## Medaillen
Mit zehn gewonnenen Gold-, sieben Silber- und fünf Bronzemedaillen belegte das Team der DDR Platz 1 im Medaillenspiegel.

### Medaillengewinner
Gold
- Heike Daute, Weitsprung
- Marlies Göhr, 100 m
- Bettine Jahn, 100 m Hürden
- Marita Koch, 200 m
- Detlef Michel, Speerwurf
- Martina Hellmann, Diskuswurf
- Ramona Neubert, Siebenkampf
- Ronald Weigel, 50 km Gehen
- Silke Möller, Marita Koch, Ingrid Auerswald und Marlies Göhr, 4 × 100 m
- Kerstin Walther, Sabine Busch, Marita Koch, Dagmar Neubauer, Undine Bremer (VL), und Ellen Fiedler (VL), 4 × 400 m

 Silber
- Kerstin Knabe, 100 m Hürden
- Helma Knorscheidt, Kugelstoßen
- Marita Koch, 100 m
- Sabine Paetz, Siebenkampf
- Werner Schildhauer, 5000 m
- Werner Schildhauer, 10.000 m
- Ulf Timmermann, Kugelstoßen

 Bronze
- Waldemar Cierpinski, Marathon
- Ellen Fiedler, 400 m Hürden
- Hansjörg Kunze, 10.000 m
- Ilona Slupianek, Kugelstoßen
- Anke Vater, Siebenkampf

## Ergebnisse

### Frauen

#### Laufdisziplinen

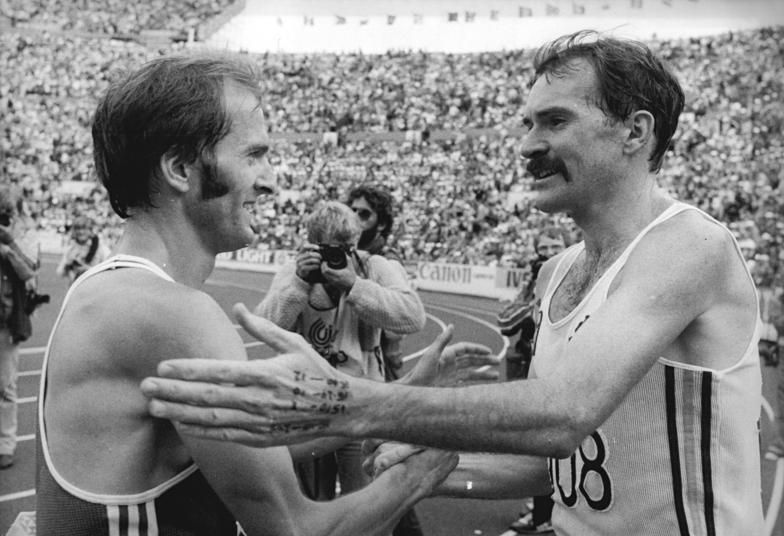
Marathon: Weltmeister Robert de Castella (AUS, rechts) und Bronzemedaillengewinner Waldemar Cierpinski nach dem Lauf.

| Athletin/nen                                                                                           | Disziplin    | Vorlauf     | Vorlauf | Viertelfinale | Viertelfinale | Halbfinale  | Halbfinale | Finale             | Finale             |
| Athletin/nen                                                                                           | Disziplin    | Zeit        | Platz   | Zeit          | Platz         | Zeit        | Platz      | Zeit               | Platz              |
| --- | ------------ | ----------- | ------- | ------------- | ------------- | ----------- | ---------- | ------------------ | ------------------ |
| Marlies Göhr                                                                                           | 100 m        | 11,34 s     | 9       | 11,16 s       | 2             | 11,05 s     | 2          | 10,97 s CR         | Gold               |
| Marita Koch                                                                                            | 100 m        | 11,24 s CR  | 3       | 11,25 s       | 3             | 11,08 s     | 3          | 11,02 s            | Silber             |
| Silke Gladisch                                                                                         | 100 m        | 11,28 s     | 6       | 11,36 s       | 11            | 11,30 s     | 9          | nicht qualifiziert | nicht qualifiziert |
| Marita Koch                                                                                            | 200 m        | 23,59 s     | 16      | 23,03 s       | 5             | 22,67 s     | 4          | 22,13 s CR         | Gold               |
| Sabine Busch                                                                                           | 400 m        | 53,16 s     | 7       | 51,46 s       | 5             | 51,09 s     | 6          | nicht qualifiziert | nicht qualifiziert |
| Dagmar Rübsam                                                                                          | 400 m        | 54,47 s     | 11      | 51,62 s       | 7             | 51,52 s     | 9          | 50,48 s            | 7                  |
| Antje Schröder                                                                                         | 800 m        | 2:10,61 min | 13      |               |               | 1:59,46 min | 2          | 2:02,13 min        | 8                  |
| Christiane Wartenberg                                                                                  | 1500 m       | 4:10,89 min | 13      |               |               |             |            | nicht qualifiziert | nicht qualifiziert |
| Bettine Jahn                                                                                           | 100 m Hürden | 12,81 s CR  | 2       | 12,75 s       | 3             | 12,76 s     | 2          | 12,35 s            | Gold               |
| Kerstin Knabe                                                                                          | 100 m Hürden | 13,03 s CR  | 4       | 12,83 s       | 4             | 12,83 s     | 3          | 12,42 s            | Silber             |
| Cornelia Riefstahl                                                                                     | 100 m Hürden | 13,07 s     | 6       | 12,96 s       | 8             | 13,00 s     | 8          | 12,94 s            | 7                  |
| Ellen Fiedler                                                                                          | 400 m Hürden | 56,58 s     | 7       |               |               | 55,23 s     | 2          | 54,55 s            | Bronze             |
| Petra Krug                                                                                             | 400 m Hürden | 56,87 s     | 12      |               |               | 55,98 s     | 4          | 54,76 s            | 5                  |
| Petra Pfaff                                                                                            | 400 m Hürden | 56,56 s     | 6       |               |               | 55,77 s     | 3          | 54,64 s            | 4                  |
| Silke Möller, Marita Koch, Ingrid Auerswald und Marlies Göhr                                           | 4 × 100 m    | 42,59 s CR  | 1       |               |               |             |            | 41,76 s CR         | Gold               |
| Kerstin Walther, Sabine Busch, Marita Koch, Dagmar Neubauer, Undine Bremer (VL) und Ellen Fiedler (VL) | 4 × 400 m    | 3:29,05 min | 5       |               |               |             |            | 3:19,73 min CR     | Gold               |

#### Sprung/Wurf
| Athletin          | Disziplin   | Qualifikation | Qualifikation | Finale     | Finale |
| Athletin          | Disziplin   | Weite/Höhe    | Platz         | Weite/Höhe | Platz  |
| ----------------- | ----------- | ------------- | ------------- | ---------- | ------ |
| Andrea Bienias    | Hochsprung  | 1,90 m CR     | 1             | 1,84 m     | 10     |
| Kerstin Brandt    | Hochsprung  | 1,90 m CR     | 1             | 1,92 m     | 5      |
| Susanne Helm      | Hochsprung  | 1,90 m CR     | 1             | 1,88 m     | 7      |
| Heike Daute       | Weitsprung  | 6,65 m        | 3             | 7,27 m     | Gold   |
| Helga Radtke      | Weitsprung  | 6,53 m        | 8             | 6,44 m     | 12     |
| Helma Knorscheidt | Kugelstoßen | 19,09 m       | 6             | 20,70 m    | Silber |
| Ilona Slupianek   | Kugelstoßen | 19,99 m CR    | 1             | 20,56 m    | Bronze |
| Gisela Beyer      | Diskuswurf  | 64,14 m       | 4             | 65,26 m    | 5      |
| Martina Opitz     | Diskuswurf  | 64,66 m       | 3             | 68,94 m CR | Gold   |
| Petra Felke       | Speerwurf   | 64,46 m       | 4             | 62,02 m    | 9      |
| Antje Kempe       | Speerwurf   | 62,74 m       | 6             | 58,82 m    | 11     |

#### Siebenkampf
| Athletin       | 100 m Hürden | Hochsprung | Kugelstoßen | 200 m   | Weitsprung | Speerwurf | 800 m       | Punkte  | Platz  |
| -------------- | ------------ | ---------- | ----------- | ------- | ---------- | --------- | ----------- | ------- | ------ |
| Ramona Neubert | 13,29 s      | 1,80 m     | 15,38 m     | 23,27 s | 6,67 m     | 45,12 m   | 2:11:34 min | 6714 CR | Gold   |
| Sabine Paetz   | 13,11 s      | 1,83 m     | 14,23 m     | 23,60 s | 6,68 m     | 44,52 m   | 2:11,59 min | 6662    | Silber |
| Anke Vater     | 13,58 s      | 1,86 m     | 14,05 m     | 23,49 s | 6,32 m     | 37,84 m   | 2:05,64 min | 6532    | Bronze |

### Männer

#### Laufdisziplinen
| Athlet/en                                                        | Disziplin        | Vorlauf          | Vorlauf          | Viertelfinale | Viertelfinale | Halbfinale   | Halbfinale | Finale             | Finale             |
| Athlet/en                                                        | Disziplin        | Zeit             | Platz            | Zeit          | Platz         | Zeit         | Platz      | Zeit               | Platz              |
| ---------------------------------------------------------------- | ---------------- | ---------------- | ---------------- | ------------- | ------------- | ------------ | ---------- | ------------------ | ------------------ |
| Frank Emmelmann                                                  | 100 m            | 10,40 s          | 17               | 10,46 s       | 18            | 10,40 s      | 9          | nicht qualifiziert | nicht qualifiziert |
| Thomas Schröder                                                  | 100 m            | 10,41 s          | 18               | 10,47 s       | 17            | 10,52 s      | 16         | nicht qualifiziert | nicht qualifiziert |
| Frank Emmelmann                                                  | 200 m            | 20,95 s          | 5                | 20,78 s       | 6             | 20,63 s      | 4          | 20,55 s            | 5                  |
| Thomas Schönlebe                                                 | 400 m            | 46,23 s          | 5                | 45,86 s       | 5             | 45,67 s      | 6          | 45,50 s            | 6                  |
| Detlef Wagenknecht                                               | 800 m            | 1:49,20 min      | 36               |               |               | 1:45,70 min  | 6          | nicht qualifiziert | nicht qualifiziert |
| Andreas Busse                                                    | 1500 m           | 3:38,65 min CR   | 4                |               |               | 3:37,54 min  | 11         | 3:43,72 min        | 7                  |
| Hansjörg Kunze                                                   | 5000 m           | nicht angetreten | nicht angetreten |               |               | –––          | –––        | –––                | –––                |
| Werner Schildhauer                                               | 5000 m           | 14:49,22 min     | 29               |               |               | 13:32,49 min | 6          | 13:30,20 min       | Silber             |
| Hanjörg Kunze                                                    | 10.000 m         | 28:04,69 min     | 9                |               |               |              |            | 28:01,26 min       | Bronze             |
| Werner Schildhauer                                               | 10.000 m         | 27:47,03 min     | 4                |               |               |              |            | 28:01,18 min       | Silber             |
| Waldemar Cierpinski                                              | Marathon         |                  |                  |               |               |              |            | 2:10:37 h          | Bronze             |
| Jürgen Eberding                                                  | Marathon         |                  |                  |               |               |              |            | 2:16:55 h          | 28                 |
| Hans-Joachim Truppel                                             | Marathon         |                  |                  |               |               |              |            | 2:14:20 h          | 20                 |
| Thomas Munkelt                                                   | 110 m Hürden     | 13,61 s          | 4                |               |               | 13,62 s      | 4          | 13,66 s            | 5                  |
| Andreas Oschkenat                                                | 110 m Hürden     | 13,80 s          | 12               |               |               | 13,93 s      | 12         | nicht qualifiziert | nicht qualifiziert |
| Hagen Melzer                                                     | 3000 m Hindernis | 8:24,23 min      | 5                |               |               | 8:23,10 min  | 8          | 8:21,33 min        | 11                 |
| Andreas Knebel, Thomas Schröder, Jens Hübler und Frank Emmelmann | 4 × 100 m        | 39,22 s CR       | 4                |               |               | 38,95 s      | 4          | 38,51 s            | 4                  |
| Michael Bönke                                                    | 20 km Gehen      |                  |                  |               |               |              |            | 1:26:57 h          | 22                 |
| Ralf Kowalsky                                                    | 20 km Gehen      |                  |                  |               |               |              |            | 1:25:13 h          | 14                 |
| Roland Wieser                                                    | 20 km Gehen      |                  |                  |               |               |              |            | 1:22:14 h          | 10                 |
| Dietmar Meisch                                                   | 50 km Gehen      |                  |                  |               |               |              |            | disqualifiziert    | disqualifiziert    |
| Roland Weigel                                                    | 50 km Gehen      |                  |                  |               |               |              |            | 3:43:08 h CR       | Gold               |

#### Sprung/Wurf
| Athlet          | Disziplin   | Qualifikation       | Qualifikation       | Finale  | Finale |
| Athlet          | Disziplin   | Weite               | Platz               | Weite   | Platz  |
| --------------- | ----------- | ------------------- | ------------------- | ------- | ------ |
| Udo Beyer       | Kugelstoßen | 20,29 m             | 4                   | 20,09 m | 6      |
| Ulf Timmermann  | Kugelstoßen | 20,10 m             | 5                   | 21,16 m | Silber |
| Jürgen Schult   | Diskuswurf  | 62,80 m             | 6                   | 64,92 m | 5      |
| Ralf Haber      | Hammerwurf  | keine gültige Weite | keine gültige Weite | –––     | –––    |
| Gunther Rodehau | Hammerwurf  | 74,86 m             | 5                   | 77,08 m | 5      |
| Roland Steuk    | Hammerwurf  | 73,68 m             | 11                  | 72,10 m | 12     |
| Detlef Michel   | Speerwurf   | 90,40 m CR          | 1                   | 89,48 m | Gold   |

#### Zehnkampf
| Athlet         | Disziplin | 100 m   | Weitsprung | Kugelstoßen | Hochsprung | 400 m   | 110 m Hürden | Diskuswurf | Stabhochsprung | Speerwurf | 1500 m      | Punkte | Platz |
| -------------- | --------- | ------- | ---------- | ----------- | ---------- | ------- | ------------ | ---------- | -------------- | --------- | ----------- | ------ | ----- |
| Uwe Freimuth   | Ergebnis  | 11,05 s | 7,43 m     | 15,25 m     | 2,00 m     | 48,43 s | 14,89 s w    | 48,64 m    | 4,80 m         | 70,48 m   | 4:28,61 min | 8433   | 4     |
| Uwe Freimuth   | Punkte    |         |            |             |            |         |              |            |                |           |             | 8433   | 4     |
| Steffen Grummt | Ergebnis  | 10,69 s | 7,48 m     | 14,12 m     | 2,03 m     | 48,02 s | 14,49 s w    | 38,10 m    | 4,60 m         | 60,08 m   | 4:31,19 min | 8149   | 8     |
| Steffen Grummt | Punkte    |         |            |             |            |         |              |            |                |           |             | 8149   | 8     |
| Torsten Voss   | Ergebnis  | 11,18 s | 7,26 m     | 16,14 m     | 1,91 m     | 48,97 s | 14,61 s w    | 46,98 m    | 4,50 m         | 64,54 m   | 4:32,56 s   | 8167   | 7     |
| Torsten Voss   | Punkte    |         |            |             |            |         |              |            |                |           |             | 8167   | 7     |